# Луцій Манлій Вульсон Лонг
Луцій Манлій Вульсон Лонг (лат. Lucius Manlius Vulso Longus) — римський полководець і політичний діяч з патриціанського роду Манліїв, консул 256 і 250 років до н. е. Учасник Першої Пунічної війни.

## Походження
Луцій Манлій належав до одного з найзнатніших патриціанських родів Риму, представники якого регулярно отримували консульство, починаючи з 480 року до н. е. Історики припускають, що і номен Manlius з нехарактерним для латинської мови буквосполученням nl, і перші його носії могли бути етруського походження. Когномен Вульсон (Vulso) або Вольсон (Volso), найбільш ранній з тих, що використовували Манлії, може бути пов'язаний з назвою етруського міста Вольсінії (Volsinii).
Згідно з консульськими фастами, у батька Луція Манлія був преномен — Авл; діда звали Публій.

## Життєпис
У 256 році до н. е. Лонг став консулом разом з плебеєм Квінтом Цедіцієм. Останній незабаром помер, і його замінив консул-суффект Марк Атілій Регул. До цього часу вже вісім років йшла перша війна Риму з Карфагеном. Домігшись серйозних успіхів в Сицилії та на морі, римське командування вирішило завдати противнику остаточний удар в центрі його могутності — в Африці.
Консули очолили величезний флот, який налічував 330 кораблів, на борту яких перебувала 40-тисячна армія вторгнення. Карфагеняни перегородили їм шлях біля мису Екном на південному сході Сицилії. Тут відбулася битва, яка стала однією з найбільших морських битв в історії. Щоб нейтралізувати перевагу ворога в маневровості, Регул і Вульсон збудували свій флот у формі трикутника; проте карфагеняни змогли розірвати римську бойову побудову удаваним відступом і завдати масованого удару по двох римським ескадрам з чотирьох. Деякий час перевага була на їхньому боці, але внаслідок більшої стійкості римлян і їх перевазі в абордажних сутичках, карфагеняни були розбиті. Їх правий фланг потрапив в оточення і був знищений майже повністю, так що вони втратили 64 кораблі проти всього 22 у римлян. Ця перемога відкрила перед Вульсоном і Регулом шлях до Африки; при цьому в історіографії відзначають, що ворог був розбитий завдяки рядовому складу римських армії та флоту, тоді як карфагенське командування було явно більш кваліфікованим.

Дії римлян в Африці у 256-255 роках до н. е.

Римляни досягли африканського узбережжя поблизу Гермесового мису, на схід від тих місць, де їх чекали, і вздовж берега пройшли до міста Клупея, який взяли й зробили базою для подальшого наступу. Користуючись бездіяльністю карфагенського командування, консули спустошили прилеглі території, захопили величезну здобич і 27 тисяч полонених. Відповіддю на запит до сенату про подальші інструкції став наказ для Вульсона повернутися в Італію з половиною армії та всієї здобиччю. Причиною цього було, мабуть, невдоволення тривалими військовими діями з боку основної маси легіонерів, які хотіли якомога швидше повернутися до своїх селянським господарствам.
Луцій Манлій вдруге став консулом у 250 році до н. е. разом з Гаєм Атілієм Регулом Серраном. Колеги висадилися з армією в Сицилії та взяли в облогу Лілібей — один з останніх опорних пунктів карфагенян на цьому острові. Місто дуже енергійно оборонялося; попри блокаду, в гавань змогла прорватися картахенська ескадра з 10-тисячним корпусом на борту. У подальшій за цим великій битві під міськими стінами жодна зі сторін не змогла добитися переваги, але карфагеняни відступили. Пізніше, скориставшись негодою, пунійці спалили облогові машини римлян, так що Вульсону і Регулу довелося відмовитися від спроб взяти місто штурмом. Облога Лілібея тривала і після закінчення терміну їх повноважень.

## Нащадки
Синами Луція Манлія були Луцій Манлій Вульсон, претор 218 р. до н. е., і Публій Манлій Вульсон, претор 210 р. до н. е. Існує гіпотеза, що сином Луція-старшого був і Гней Манлій Вульсон, батько консулів 189 і 178 років до н. е.